# Cortisona
La cortisona (17-hidroxi-11-corticosterona) és una hormona esteroide (lipídica). És una de les principals hormones alliberades per la glàndula suprarenal en resposta a l'estrès. La seva estructura química és la d'un corticoesteroide molt relacionat amb la corticosterona. Es fa servir per al tractament d'un gran nombre de malalties i trastorns i es pot administrar per via intravenosa, via oral, entre les articulacions o transcutània. La cortisona suprimeix el sistema immunitari (és immunosupressora) i així redueix la inflamació i neutralitza el dolor i la inflor en el lloc de la lesió. L'ús de la cortisona a llarg termini té risc.
La cortisona i el cortisol no són el mateix. Tots dos es produeixen en la zona fascicular de les glàndules suprarenals, però la cortisona també es produeix a la zona glomerulosa d'aquestes glàndules. La principal diferència és que la cortisona és la molècula precursora de l'aldosterona, un mineralocorticoide crucial per als moduladors homeostàtics dels nivells de sodi i potassi.

## Història
Des de 1855, es coneixia la malaltia d'Addison, una greu malaltia provocada per la destrucció bilateral de les glàndules suprarrenals. La cortisona va ser identificada primer per Edward Calvin Kendall, investigador de la Mayo Clinic. L'any 1950 va rebre el Premi Nobel de Fisiologia i Medicina junt amb Philip S. Hench i Tadeus Reichstein pel descobriment de les hormones del còrtex adrenal. La cortisona es va produir comercialment per Merck & Co. l'any 1949, el president dels Estats Units John F. Kennedy va prendre cortisona, ja que presentava símptomes de la malaltia d'Addison, malgrat que ell ho va negar.

## Producció
La cortisona és un dels molts productes del procés conegut com a esteroidogènesi. Aquest procés comença amb la síntesi de colesterol i en la glàndula suprarenal passa a convertir-se en qualsevol altra hormona esteroide. Un dels productes finals d'aquesta via metabòlica és el cortisol. En els teixits perifèrics el cortisol es converteix en cortisona per l'enzim 11-β-esteroide deshidrogenasa. La cortisona s'activa a través d'una hidrogenació de l'11-ceto grup, per això de vegades la cortisona rep el nom d'hidrocortisona.

## Efectes
La cortisona, un glucocorticoide, i l'adrenalina són les principals hormones alliberades pel cos en reacció a l'estrès. Eleven la pressió sanguínia i preparen el cos per la resposta de "lluitar o escapar". Una injecció de cortisona es pot utilitzar també per alleugerir el dolor a curt termini i reduir la inflor per la inflamació. També s'usa per suprimir deliberadament la resposta immunitària en persones amb malaltia autoimmunitària o després d'un trasplantament d'un òrgan per prevenir-ne el rebuig, també en al·lèrgies severes.

## Efectes secundaris
L'ús oral de la cortisona té un gran nombre de possibles efectes secundaris: hiperglucèmia, resistència a insulina, diabetis mellitus, osteoporosi, ansietat, depressió clínica, amenorrea, cataractes i glaucoma, entre altres problemes.

## Ús mèdic
Hi ha moltes malalties que es tracten amb cortisona: malaltia d'Addison, poliartritis crònica evolutiva, espondilosi, reumatisme psoriàsic, reumatisme articular agut, lupus eritematós sistèmic, esclerodèrmia, dermatomiositis, periarteritis nudosa, la major part de les malalties del col·lagen, hemopatia, leucosi, mieloma, etc.